# Mur-sur-Allier
Mur-sur-Allier is een fusiegemeente (commune nouvelle) in het Franse departement Puy-de-Dôme in de regio Auvergne-Rhône-Alpes. De gemeente maakt deel uit van het arrondissement Clermont-Ferrand.

## Ontstaan
Mur-sur-Allier is op 1 januari 2019 ontstaan door de fusie van de gemeenten Dallet en Mezel. De gemeente telde 3.102 inwoners op 1 januari 2022.

## Geografie
De oppervlakte van Mur-sur-Allier bedroeg op 1 januari 2022 15,07 vierkante kilometer; de bevolkingsdichtheid was toen 205,8 inwoners per km².

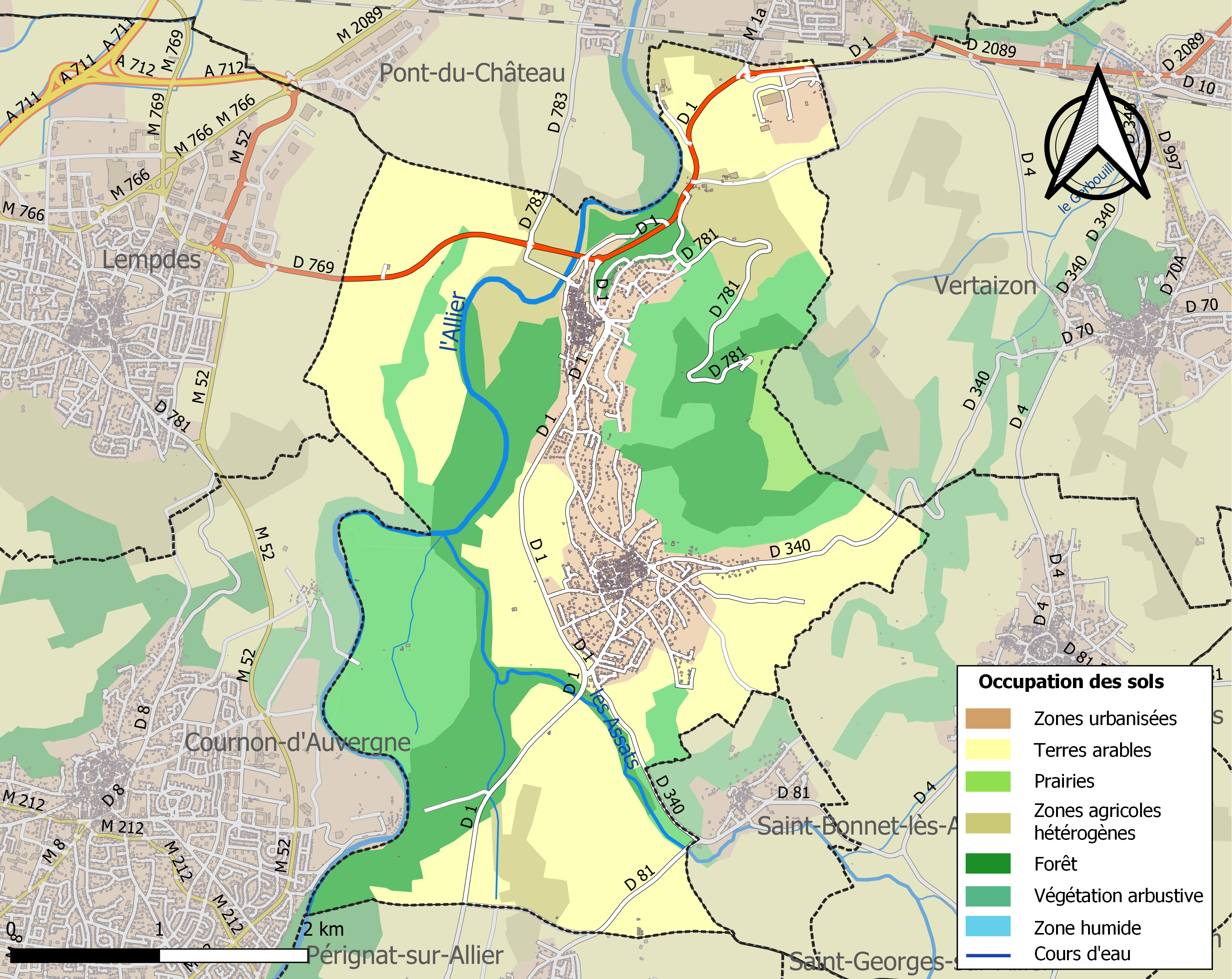
Kaart van de gemeente met belangrijkste infrastructuur, bodemgebruik en omliggende gemeenten

## Afbeeldingen

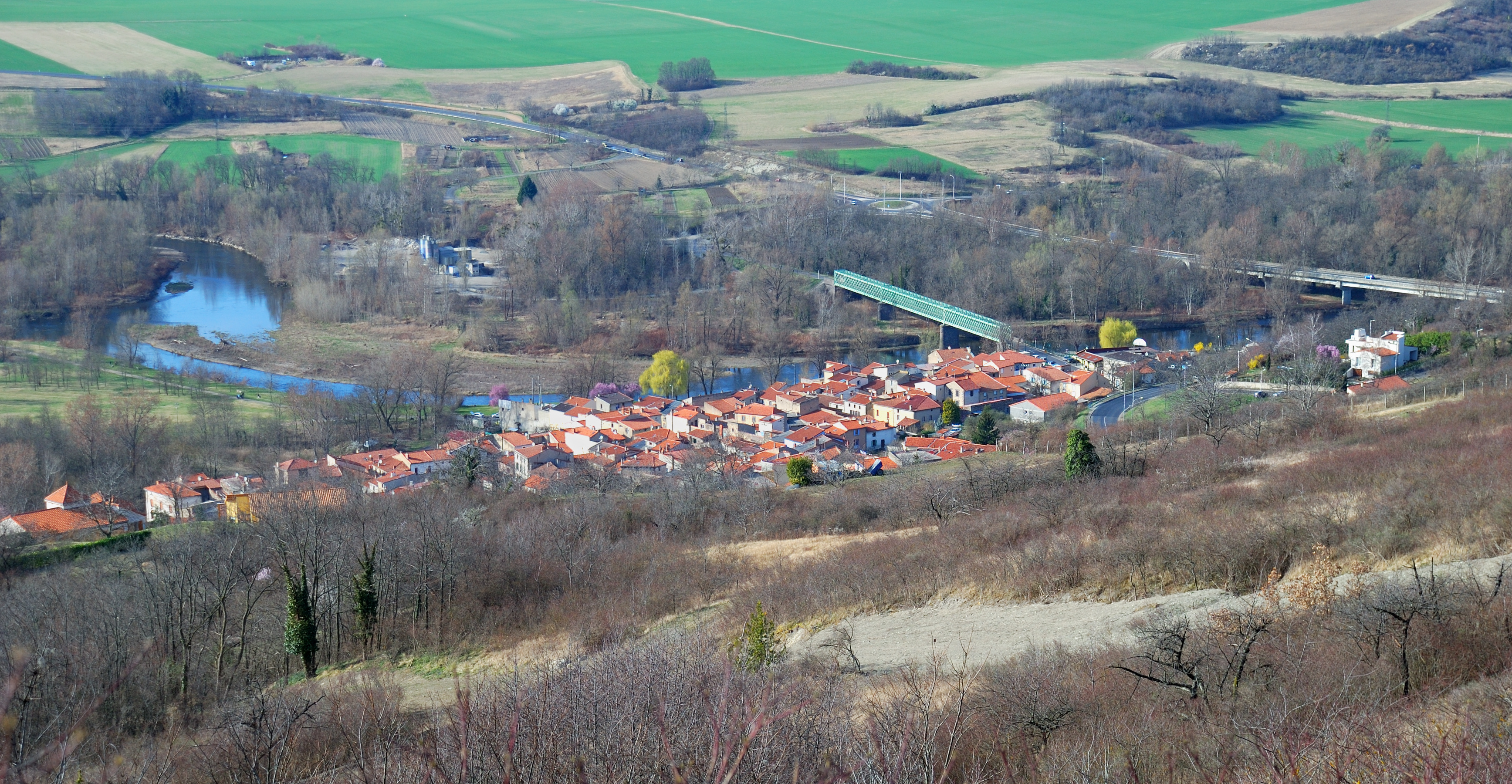
Gezicht op Dallet
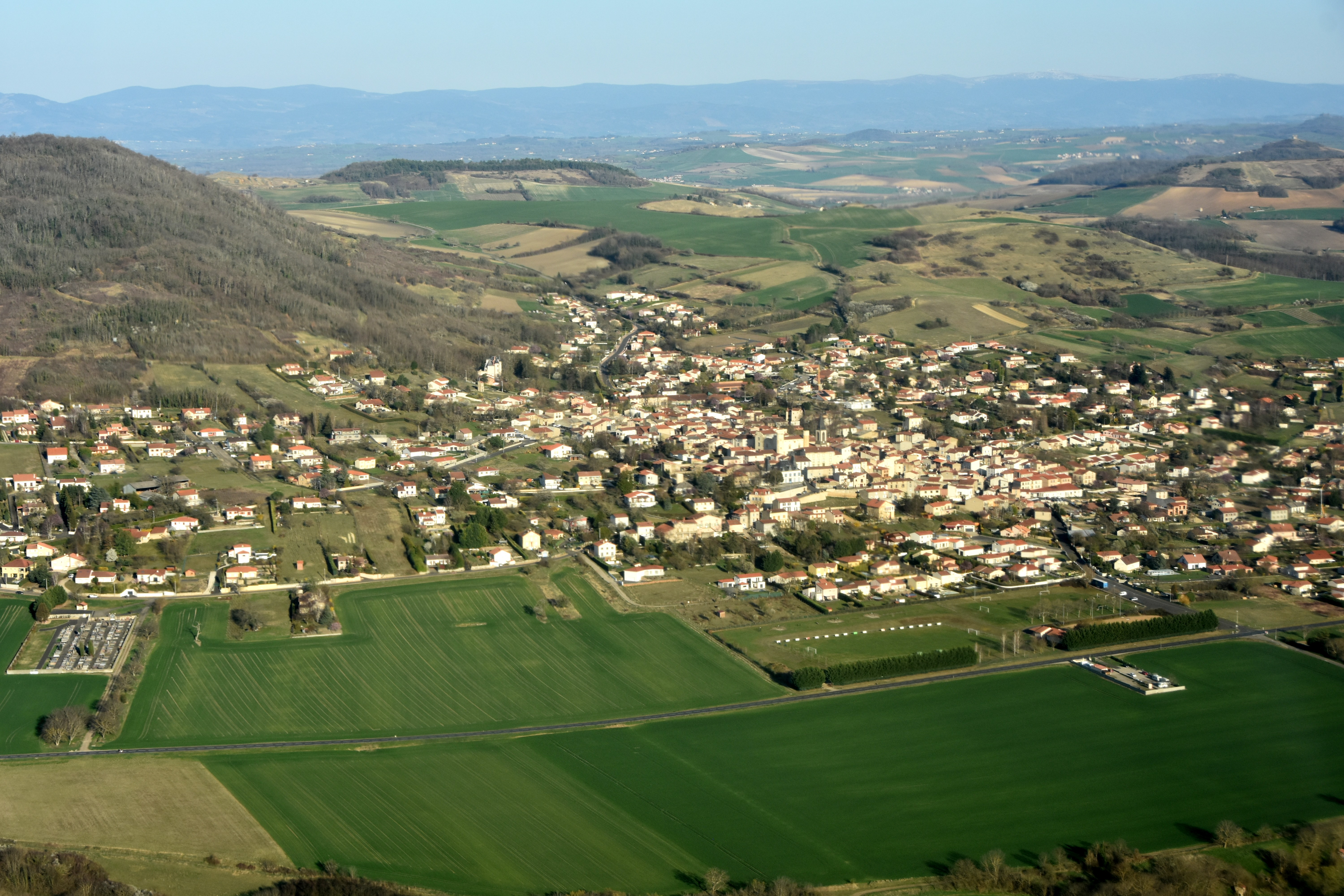
Gezicht op Mezel